# NGC 5683
NGC 5683 (również PGC 52114) – galaktyka spiralna z poprzeczką (SB0-a), znajdująca się w gwiazdozbiorze Wolarza. Odkrył ją 13 kwietnia 1850 roku George Stoney – asystent Williama Parsonsa. Należy do galaktyk Seyferta typu 1.
W galaktyce tej zaobserwowano supernową SN 2002db.